# Nathan Johnstone
Nathan Johnstone (* 9. února 1990) je australský snowboardista, mistr světa v disciplíně U-rampa.

## Kariéra
Vyrůstal na předměstí Sydney, ke snowboardingu se dostal v deseti letech. Na začátku roku 2006, když mu bylo necelých 16 let, se účastnil poprvé mistrovství světa juniorů a o něco málo později debutoval také ve Světovém poháru. V následujících dvou letech však objížděl spíše menší závody a do Světového poháru se vrátil až v sezóně 2007/2008. 9. března 2008 při svém teprve třetím závodě v tomto seriálu dosáhl na medaili. Po tomto úspěchu obdržel stipendium Olympic Winter Institute of Australia a byl vyhlášen juniorským sportovcem roku ve státě Nový Jižní Wales. V následující sezóně dosáhl dvěma druhými místy také na stejné umístění v celkovém pořadí Světového poháru. V sezóně 2009/2010 se soustředil jen na olympijské hry ve Vancouveru a Světový pohár vynechal. Krátce před olympiádou, 21. ledna, si však při tréninku zlomil kotník a musel svou účast odříct. Zranění se naštěstí dobře zhojilo a začátkem ročníku 2010/2011 se mohl účastnit juniorského mistrovství světa, kde skončil druhý za Japoncem Taku Hiraokou. Prozatím největšího úspěchu dosáhl na Mistrovství světa 2011 ve španělské La Molině, kde získal zlato na U-rampě.